# Estricnina
La estricnina es un alcaloide de la nuez vómica y de otras especies del género Strychnos. 

## Descripción
Es un polvo cristalino blanco, incoloro y amargo. 
Las sales de estricnina son solubles en agua. Su estructura heterocíclica fue establecida independientemente en los laboratorios de Woodward y de Robinson.
La estricnina es un alcaloide antagonista del receptor del GABA (principal neurotransmisor inhibidor en el tronco cerebral y la médula espinal). Al competir con  el GABA por la ocupación del receptor puede existir un exceso de respuesta motora que se traduce en convulsiones. 

## Historia
La estricnina fue el primer alcaloide en ser identificado en plantas del género Strychnos, familia Loganiaceae. Strychnos, nombrado por Carl Linnaeus  en 1753, es un género de árboles y arbustos trepadores del orden Gentianales. El género contiene 196 especies diferentes y se distribuye a lo largo de las regiones cálidas de Asia (58 especies), América (64 especies) y África (75 especies). Las semillas y corteza de muchas plantas de este género contienen el potente veneno estricnina.
La estricnina fue descubierta por primera vez por los químicos franceses  Joseph Bienaimé Caventou y Pierre Joseph Pelletier en 1818 en la haba de San Ignacio. En algunas plantas del género Strychnos también está presente un derivado de 9,10-dimetoxi derivado de la estricnina, el alcaloide brucina. La brucina no es tan venenosa como la estricnina. Registros históricos indican que algunas preparaciones que contenían estricnina ya se utilizaban para matar perros, gatos y aves en Europa en 1640. La estructura de la estricnina fue determinada por vez primera en 1946 por sir Robert Robinson y en 1954 este alcaloide fue sintetizado en un laboratorio por Robert B. Woodward. Esta es una de las síntesis más famosas de la historia de la química orgánica. Ambos químicos ganaron el premio Nobel (Robinson en 1947 y Woodward en 1965).

## Acciones
En altas dosis produce una gran estimulación de todo el sistema nervioso central, agitación, dificultad para respirar, orina oscura y convulsiones, pudiendo llevar a un fallo respiratorio y la muerte cerebral. En dosis mayores de 25 miligramos puede producir la muerte por asfixia debido a la contractura de los músculos torácicos. La dosis letal es de 15 a 25 mg.[cita requerida] Las manifestaciones clínicas aparecen de 10 a 30 minutos después de haberlo ingerido.[cita requerida]
La aplicación local de estricnina a la superficie de la corteza cerebral causa primero una disminución del umbral para la estimulación y momentos después causa estallidos sincronizados de actividad que pueden ser registrados por medio de un electroencefalograma.

## Cebo y usos maliciosos
La estricnina fue fácilmente adquirible en farmacias y droguerías en los años 70, en esa misma época fue usada en planes municipales de eliminación de cánidos callejeros y es aún utilizada como veneno malicioso para la eliminación de animales de compañía indeseados como, perros, gatos y como rodenticida, y es en esta aplicación que afecta accidentalmente a las mascotas, inclusive bebes en condición de gateo que son atraídos por el cebo al 05% en peso del veneno, por lo que está prohibido su uso en varios países, en especial Inglaterra.
La intoxicación en humanos adultos se da principalmente en personas adictas a la cocaína y heroína ya que se usa como adulterante debido a su sabor amargo y efecto anestésico local, su efecto al consumo produce dolorosas patologías similares a la afectación por tétanos.

## Biosíntesis
El iridoide secologanina se condensa con triptamina para dar estrictosidina. Ésta pierde la unidad de glucosa y posteriormente sufre una serie de transposiciones para dar el alcaloide deshidrogeisoesquizina. Este precursor por endociclización produce la preakuamicina, la cual se oxida, se descarboxila, y sufre una condensación aldólica con acetil coenzima A, para dar así la estricnina.

## Farmacocinética

### Absorción
La estricnina se puede introducir en el cuerpo por vía oral, por inhalación o por inyección. Es una sustancia potentemente amarga y en humanos se ha demostrado que activa los receptores del sabor amargo.
La estricnina se absorbe rápidamente en el tracto gastrointestinal.

### Distribución
La estricnina es transportada por el plasma y los eritrocitos. Debido a su ligera unión a proteínas, la estricnina abandona rápidamente el torrente sanguíneo y se distribuye a los tejidos. Aproximadamente el 50% de la dosis ingerida puede ingresar a los tejidos en 5 minutos. Además, a los pocos minutos de la ingestión, se puede detectar estricnina en la orina. Se observaron pocas diferencias entre la administración oral e intramuscular de estricnina en una dosis de 4 mg.

### Metabolismo
Su metabolismo es de primer paso hepático y cinética de primer orden. Su vida media es aproximadamente de 10 horas con eliminación renal.

### Excreción
Unos minutos después de la ingestión, la estricnina se excreta sin cambios en la orina y representa alrededor del 5 al 15% de una dosis subletal administrada durante 6 horas. Aproximadamente del 10 al 20% de la dosis se excretará sin cambios en la orina durante las primeras 24 horas. El porcentaje excretado disminuye con el aumento de la dosis. De la cantidad excretada por los riñones, aproximadamente el 70% se excreta en las primeras 6 horas y casi el 90% en las primeras 24 horas. La excreción es prácticamente completa en 48 a 72 horas.